# Tatort: Deckname Kidon
Deckname Kidon ist ein Fernsehfilm aus der Krimireihe Tatort, der am 4. Januar 2015 seine Erstausstrahlung im Ersten hatte. Es ist die 930. Folge der Reihe, der 34. Fall des österreichischen Ermittlers Moritz Eisner und der zehnte Fall des Ermittlerteams Eisner/Fellner.

## Handlung
Der iranische Diplomat und Atomphysiker Dr. Bansari stürzt offensichtlich in selbstmörderischer Absicht aus dem obersten Stock eines Wiener Nobelhotels. Moritz Eisner und Bibi Fellner gehen der Frage nach, warum sich ein Selbstmörder vorher noch teure Opernkarten für eine Matinee gekauft haben soll. Doch das Beweismaterial des Toten, Laptop und Mobiltelefon, wird von einem Vertreter der iranischen Botschaft beschlagnahmt. Bei ihren Ermittlungen stoßen die Polizisten auf die Aktivitäten einer Spezialeinheit des Mossad, die unter dem Decknamen Kidon in jüngster Vergangenheit bereits für einige unerklärte Todesfälle verschiedener Personen des iranischen Atomprogramms gesorgt hat.
Sara Gilani, angeblich die heimliche Geliebte von Bansari, nimmt Kontakt mit den Ermittlern auf. Bei einem Treffen in einem Wiener Kaffeehaus kann sie durch einen Trick unbemerkt einen Trojaner auf Eisners Mobiltelefon installieren. Der Trojaner sendet alle Gespräche und Positionsdaten auch im inaktiven Zustand des Telefons, so dass das israelische Killer-Kommando, zu dem Gilani in Wirklichkeit gehört, ständig über alle Aktivitäten der Ermittler informiert ist. Außerdem spielen sie Eisner die Adresse einer konspirativen Wohnung der Attentäter zu, wo er Hinweise auf einen weiteren Anschlag findet, die jedoch keinen Aufschluss über das geplante Opfer geben.
Die Rechtsmedizinerin Dr. Resnik informiert Eisner, dass sie auf der Brust des Toten Merkmale gefunden hat, die auf den Einsatz eines Tasers hindeuten. Der Iraner könnte also betäubt und dann aus dem Fenster gestoßen worden sein. Beweisen lässt sich dies jedoch nicht, da die iranische Botschaft den Leichnam Bansaris bereits abholen ließ. Durch das Überwachungsvideo des Nobelhotels kommen die Polizisten auf die Spur des zwielichtigen Lobbyisten Graf Trachtenfels-Lissé, der auch für illegale Waffengeschäfte bekannt ist. Dieser gibt offen zu, mit Bansari Geschäfte gemacht zu haben, die jedoch streng legal gewesen seien. Aufgrund seiner Stellung und der juristischen Mauer, die ihn umgibt, können die Ermittler wenig gegen ihn ausrichten. Der Graf hingegen lässt seine Beziehungen spielen, um den Ermittlern möglichst viele Steine in den Weg zu legen. So gerät Eisner in eine von Trachtenfels organisierte Verkehrskontrolle, wo er die Mitarbeit verweigert und sich dafür vor der Dienstaufsicht rechtfertigen muss.
Schließlich finden Eisner und Fellner heraus, dass es bei dem letzten Geschäft des Grafen um Pumpenventile ging. Diese sollen über Drittländer in den Iran gelangen und sind dort vorgeblich für Energieversorgungsanlagen, in Wahrheit jedoch für das dortige Atomprogramm gedacht, ein Geschäft, das bei den meisten anderen EU-Ländern mit Ausfuhrstopp belegt ist. Ein Güterzug mit mehreren Tausend Ventilen ist bereits auf dem Weg in die Slowakei, kann jedoch von den Polizisten nach mehreren vergeblichen Versuchen kurz vor der Grenze doch noch rechtzeitig gestoppt werden. Der verdächtige Graf Trachtenfels wird in Polizeigewahrsam genommen und soll nun rechtlich zur Verantwortung gezogen werden, allerdings bekommen ihn seine Anwälte tags darauf auf Kaution wieder frei. Selbstzufrieden beteuert er vor der wartenden Presse seine Unschuld, und nachdem er Eisner in der ihm eigenen Überheblichkeit erklärt hat, dass dieser nie gewinnen könne, wird er in seiner Limousine von einem vorbeifahrenden Motorrad aus von Gilani erschossen.
Damit ist Eisner klar, dass Trachtenfels das geplante nächste Opfer von Kidon war und dass sie nach Bansari nun ihn ausgeschaltet haben, um das iranische Atomprogramm zu sabotieren. Während der gesamten Ermittlungen wurden die Polizisten von Kidon manipuliert, um in deren Sinne die Auslieferung der Ventile zu verhindern.

## Hintergrund
Der Film wurde vom 21. Februar 2013 bis zum 23. März 2013 in Wien gedreht.
Der Filmtitel enthält das hebräische Wort Kidon, das wörtlich Bajonett oder Speerspitze bedeutet und eine Spezialabteilung des israelischen Geheimdienstes Mossad bezeichnet, der Attentate unter höchster Geheimhaltungsstufe durchführt.
Im Vorspann des Films sind die Namen von Schauspieler und Stab in arabischer Schrift zu lesen.
Die Folge weist nach Die chinesische Prinzessin mit 62 Sekunden einen der schnellsten Leichenfunde der Geschichte der Fernsehreihe auf.

## Rezeption

### Einschaltquoten
Die Erstausstrahlung von Deckname Kidon am 4. Januar 2015 wurde in Deutschland von 8,44 Millionen Zuschauern gesehen und erreichte einen Marktanteil von 22,8 % für Das Erste.

### Kritiken
„Das Szenario in diesem Agenten-Krimi ist durchaus plausibel, es gibt viele Verweise auf reale Vorkommnisse im Konflikt um die atomtechnischen Bemühungen des Iran. Und doch erreicht der 'Tatort' […] diesmal nicht die schmerzhafte Wucht und gesellschaftspolitische Dichte wie in den Folgen der letzten beiden Jahre, etwa wie das Prostitutionspanorama 'Angezählt', das 2014 mit dem Grimme-Preis ausgezeichnet wurde.“

„Die Weltverschwörung ist so gewaltig, dass Eisner und Fellner diesmal ungewohnt betulich wirken mit ihrer Wärme, ihrem Grant und ihrem Blues. Sie ärgern sich mit Bezirkspolizisten rum und telefonieren ewig mit dem manipulierten Handy, das immer so komische Geräusche macht. Das wirkt nicht so intensiv wie in vergangenen ORF-Folgen - und manchmal erwartbar.“

„Ein inhaltlich engagiertes Thema, ein realer Hintergrund, eine moderne Bildsprache und mit Adele Neuhauser und Harald Krassnitzer ein rot-weiß-rotes, Grimme-Preis-gekröntes Ermittler-Duo – unkonventionell, glänzend im Zusammenspiel und mit saftigen Dialogen. […].“

## Auszeichnungen
- 2015: Romy in der Kategorie Beste Regie TV-Film[11]